# Oreste (figlio di Agamennone)
Oreste (in greco antico: Ὀρέστης?, Oréstēs) è un personaggio della mitologia greca, figlio del re Agamennone e di Clitennestra e fratello di Ifigenia, Elettra e Crisotemi.
La sua leggenda si è particolarmente arricchita insieme a quella della sorella Ifigenia. Il suo ruolo di vendicatore del padre era già conosciuto nei poemi omerici, sebbene Omero non citi l'episodio dell'uccisione della madre Clitennestra, se non per un passo nel quale Nestore, dopo aver ricordato l'uccisione di Egisto, aggiunge: "offrì un banchetto funebre ai Danai, per la madre indegna e per Egisto il vile".

## Mito
Il piccolo Oreste venne alla luce in occasione della festività delle Erinni. Si racconta che, ancora in fasce, Oreste fu sottratto dalla culla e sfiorato dalla spada di Telefo, con la complicità di Clitennestra, che giurò di uccidere il neonato se Achille non avesse acconsentito a risanarlo.
Oreste era ancora molto giovane quando Agamennone di ritorno dalla guerra di Troia venne assassinato da sua moglie (e madre di Oreste) Clitennestra.
Elettra, preoccupata per la sorte del fratello, con l'appoggio del vecchio tutore di Agamennone, avvolse il fratello in un lenzuolo ricamato con effigi di bestie feroci, che essa stessa aveva intessuto, strumento con il quale sarà operato il riconoscimento di Oreste da parte della sorella, e lo fece evadere segretamente dalla città per affidarlo alle cure dello zio Strofio, re della Focide. 

Nell'Orestea di Stesicoro è la nutrice Laodicea (Arsinoe secondo Pindaro, Cilissa secondo Eschilo) che salva Oreste, dopo l'uccisione di Agamennone, affidandolo all'araldo Taltibio, che lo porta in Focide.

Dopo essere rimasto nascosto per qualche tempo tra i pastori presso il fiume Tano, che delimita il confine tra l'Argolide e la Laconia, il tutore riuscì a raggiungere la meta trasportando Oreste nella reggia di Strofio, simpatizzante della casata di Atreo, che dominava Crisa. Costui aveva sposato la sorella di Agamennone, Anassibia (citata anche come Astiochea o Cindragora). 

A Crisa Oreste conobbe un inseparabile compagno di giochi in Pilade, il figlio di Strofio, che era di qualche tempo più giovane di lui, con cui strinse un'amicizia che divenne proverbiale celebrata nell'immaginario collettivo. Tramite il vecchio tutore venne a sapere che il corpo di Agamennone era stato confinato fuori dal palazzo e riservato a una sepoltura frettolosa da parte di Clitennestra senza libagioni e rami di mirto, e che la stessa aveva vietato al popolo di Micene di presenziare alle esequie. La notizia lo sconvolse profondamente.
Egisto dominò Micene per sette anni, sedendo sul trono di Agamennone, impugnando il suo scettro, dormendo nel suo letto, sperperando il suo patrimonio. Quando era ubriaco, Egisto lanciava pietre sulla tomba di Agamennone, esclamando: "Vieni, Oreste, vieni a prenderti quel che ti spetta". Elettra stessa mandava frequenti messaggi a Oreste implorandone il soccorso per concretizzare la vendetta che si aspettava da lui.
Ormai adulto, Oreste visitò l'oracolo di Delfi per sapere se doveva riservare una punizione agli assassini di suo padre. Il responso emesso da Apollo, autorizzato da Zeus, diede consenso annunciando che se non avesse onorato la memoria di Agamennone vendicandone la morte sarebbe stato relegato ai margini dalla società.
Diventato adulto, Oreste decise di tornare in patria, per assolvere il compito affidatogli dall'oracolo di Delfi. In compagnia del cugino Pilade, tornò ad Argo e vendicò la morte del padre, uccidendo Egisto e Clitennestra.

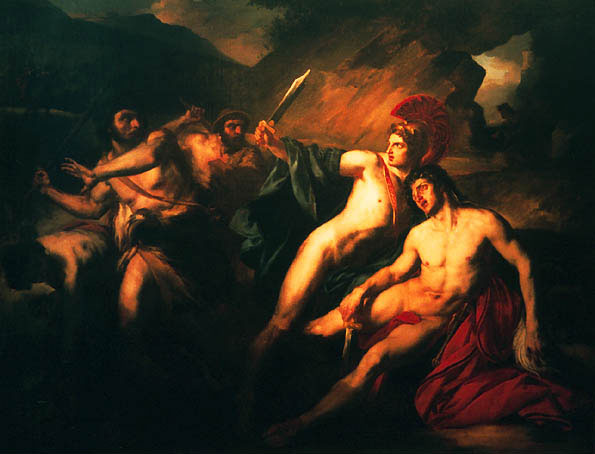
Oreste e Pilade contro i nemici in Tauride, dipinto di François Bouchot

Reso pazzo dal matricidio, Oreste venne perseguitato dalle Erinni e giunse ad Atene. Qui subì un processo, dal quale venne assolto, grazie all'intervento di Atena.

### Le altre versioni del mito
Sugli eventi, però, vi sono diverse versioni.
Omero, secondo la tradizione greca, e anche il poeta Stesicoro, che nella sua Orestea ambienta questi avvenimenti a Sparta, narra che le Erinni o Furie (il cui compito era di punire i gravi delitti) lo assalirono ma Apollo diede a Oreste un arco con cui scacciarle lontano.
Eschilo ed Euripide narrano invece che le Furie fecero impazzire Oreste immediatamente dopo la morte della madre e lo perseguitarono senza tregua. Prima della pazzia, secondo Igino Oreste fu giudicato a Micene per volere di Tindaro, padre di Clitemnestra. Eace, che ancora odiava Agamennone per la morte di Palamede, chiese l'esilio di Oreste.
Ma, secondo Euripide, Oreste ed Elettra vennero condannati a morte. Furono salvati da Menelao il quale, costretto da Apollo, convinse la gente di Micene ad accontentarsi di punire i due fratelli con un anno d'esilio.
Atena, in quanto presidente dell'Areopago (l'antico tribunale fondato dagli dei dopo la morte di Alirrozio, figlio di Poseidone), diede il suo voto in favore di Oreste, giudicando la morte della madre meno importante di quella del padre.
Ma nemmeno allora le Furie abbandonarono Oreste.
Allora Apollo gli disse che per trovare pace doveva recarsi nel Chersoneso, terra dei Tauri, rubare l'antica statua lignea di Artemide e poi recarsi in un luogo ove scorreva un fiume formato da sette sorgenti, Metauros (oggi Petrace), indicato dall'oracolo di Delfi. Questo è tutt'oggi un fiume alimentato da sette sorgenti. Appena vi si immerse, Oreste riacquistò il senno.  La leggenda narra che in quel luogo vi fondò una città che da lui prese il nome (Porto Oreste).
Al ritorno gli spettò il trono di Micene e Argo (dopo avere ucciso il fratellastro Alete) e, alla morte di Menelao, anche quello di Sparta. Pilade sposò Elettra, e Ifigenia divenne sacerdotessa di Artemide in Grecia.

### La tomba di Oreste
Secondo quanto riportato da Erodoto, Oreste sarebbe stato sepolto a Tegea: ritrovandone il corpo, Lica, uno dei cinque Spartiati detti Valenti, riuscì a procurare la vittoria di Sparta sulla città di Tegea, in conformità con quanto detto dalla Pizia.

## Genealogia
|  |  |           |           |           |           |           |           |           |           |           |           |           |           |          |          |       |       |            |            | Tantalo    |            |            |            |        |        |              |              |              |              |              |              |        |        |           |           |           |           |           |           |         |         |         |         |  |  |  |  |
|  |  |           |           |           |           |           |           |           |           |           |           |           |           |          |          |       |       |            |            |            |            |            |            |        |        |              |              |              |              |              |              |        |        |           |           |           |           |           |           |         |         |         |         |  |  |  |  |
|  |  |           |           |           |           |           |           | Ippodamia | Ippodamia | Ippodamia | Ippodamia | Ippodamia | Ippodamia |          |          |       |       |            |            | Pelope     | Pelope     | Pelope     | Pelope     | Pelope | Pelope |              |              |              |              |              |              |        |        |           |           |           |           |           |           |         |         |         |         |  |  |  |  |
|  |  |           |           |           |           |           |           | Ippodamia | Ippodamia | Ippodamia | Ippodamia | Ippodamia | Ippodamia |          |          |       |       |            |            | Pelope     | Pelope     | Pelope     | Pelope     | Pelope | Pelope |              |              |              |              |              |              |        |        |           |           |           |           |           |           |         |         |         |         |  |  |  |  |
|  |  |           |           |           |           |           |           |           |           |           |           |           |           |          |          |       |       |            |            |            |            |            |            |        |        |              |              |              |              |              |              |        |        |           |           |           |           |           |           |         |         |         |         |  |  |  |  |
|  |  |           |           |           |           |           |           |           |           |           |           |           |           |          |          |       |       |            |            |            |            |            |            |        |        |              |              |              |              |              |              |        |        |           |           |           |           |           |           |         |         |         |         |  |  |  |  |
|  |  |           |           |           |           | Erope     | Erope     | Erope     | Erope     | Erope     | Erope     |           |           | Atreo    | Atreo    | Atreo | Atreo | Atreo      | Atreo      |            |            |            |            |        |        |              |              |              |              | Tieste       | Tieste       | Tieste | Tieste | Tieste    | Tieste    |           |           | Pelopia   | Pelopia   | Pelopia | Pelopia | Pelopia | Pelopia |  |  |  |  |
|  |  |           |           |           |           | Erope     | Erope     | Erope     | Erope     | Erope     | Erope     |           |           | Atreo    | Atreo    | Atreo | Atreo | Atreo      | Atreo      |            |            |            |            |        |        |              |              |              |              | Tieste       | Tieste       | Tieste | Tieste | Tieste    | Tieste    |           |           | Pelopia   | Pelopia   | Pelopia | Pelopia | Pelopia | Pelopia |  |  |  |  |
|  |  |           |           |           |           |           |           |           |           |           |           |           |           |          |          |       |       |            |            |            |            |            |            |        |        |              |              |              |              |              |              |        |        |           |           |           |           |           |           |         |         |         |         |  |  |  |  |
|  |  |           |           |           |           |           |           |           |           |           |           |           |           |          |          |       |       |            |            |            |            |            |            |        |        |              |              |              |              |              |              |        |        |           |           |           |           |           |           |         |         |         |         |  |  |  |  |
|  |  | Anassibia | Anassibia | Anassibia | Anassibia | Anassibia | Anassibia |           |           | Menelao   | Menelao   | Menelao   | Menelao   | Menelao  | Menelao  |       |       | Agamennone | Agamennone | Agamennone | Agamennone | Agamennone | Agamennone |        |        | Clitennestra | Clitennestra | Clitennestra | Clitennestra | Clitennestra | Clitennestra |        |        | Egisto    | Egisto    | Egisto    | Egisto    | Egisto    | Egisto    |         |         |         |         |  |  |  |  |
|  |  | Anassibia | Anassibia | Anassibia | Anassibia | Anassibia | Anassibia |           |           | Menelao   | Menelao   | Menelao   | Menelao   | Menelao  | Menelao  |       |       | Agamennone | Agamennone | Agamennone | Agamennone | Agamennone | Agamennone |        |        | Clitennestra | Clitennestra | Clitennestra | Clitennestra | Clitennestra | Clitennestra |        |        | Egisto    | Egisto    | Egisto    | Egisto    | Egisto    | Egisto    |         |         |         |         |  |  |  |  |
|  |  |           |           |           |           |           |           |           |           |           |           |           |           |          |          |       |       |            |            |            |            |            |            |        |        |              |              |              |              |              |              |        |        |           |           |           |           |           |           |         |         |         |         |  |  |  |  |
|  |  |           |           |           |           |           |           |           |           |           |           |           |           |          |          |       |       |            |            |            |            |            |            |        |        |              |              |              |              |              |              |        |        |           |           |           |           |           |           |         |         |         |         |  |  |  |  |
|  |  |           |           |           |           |           |           |           |           | Ifigenia  | Ifigenia  | Ifigenia  | Ifigenia  | Ifigenia | Ifigenia |       |       | Oreste     | Oreste     | Oreste     | Oreste     | Oreste     | Oreste     |        |        | Elettra      | Elettra      | Elettra      | Elettra      | Elettra      | Elettra      |        |        | Crisotemi | Crisotemi | Crisotemi | Crisotemi | Crisotemi | Crisotemi |         |         |         |         |  |  |  |  |

## Nell'arte

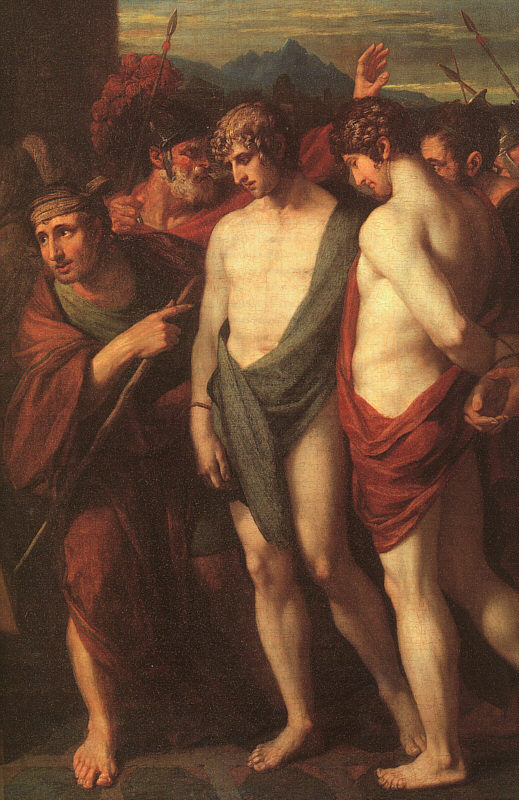
Oreste e Pilade legati e imprigionati di fronte ad Ifigenia, dipinto di Benjamin West

### Letteratura
- Orestea - opera di Stesicoro.
- Orestea - trilogia di tragedie di Eschilo (Agamennone, Coefore ed Eumenidi).
- Oreste - tragedia di Euripide.
- Oreste schiavo - tragedia di Marco Pacuvio.
- Oreste - tragedia di Blossio Emilio Draconzio.
- Oreste - tragedia di Vittorio Alfieri.
- Oreste - tragedia di Giovanni Rucellai.
- Oreste - tragedia di François-Marie Arouet ("Voltaire").
- Le mosche - opera teatrale di Jean-Paul Sartre.

### Musica
- Oreste - opera musicale di Domenico Cimarosa rappresentata a Napoli nel 1783
- Oreste - opera musicale di Francesco Morlacchi rappresentata a Parma nel 1808
- Oreste - opera musicale di Konradin Kreutzer del 1818

### Cinema
- Luna rossa - film di Antonio Capuano del 2001 ispirato all'Orestea di Eschilo che è qui trasposta nella Campania dei giorni nostri e dove Oreste, interpretato da Domenico Balsamo, è giovane membro della famiglia camorrista dei Cammarano.